# Christian Buil
| Entdeckte Asteroiden: 5 | Entdeckte Asteroiden: 5 |
| ----------------------- | ----------------------- |
| Nummer und Name         | Entdeckungsdatum        |
| (7718) Desnoux          | 10. März 1997           |
| (10222) Klotz           | 29. Oktober 1997        |
| (12042) Laques          | 17. März 1997           |
| (19353) Pierrethierry   | 10. März 1997           |
| (85512) Rieugnie        | 29. Oktober 1997        |

Christian Buil ist ein französischer Amateurastronom und Asteroidenentdecker.
Er ist ein Pionier in der Anwendung von CCD-Kameras in der Amateurastronomie und der Programmierer einer Software (ISIS-Integrated Spectrographic Innovative Software) zur Bearbeitung von astronomischen Spektraldaten.
Im Jahr 1972 trat er der Association française d’astronomie und der Société astronomique de France bei.
Im Jahre 1997 entdeckte er an der Sternwarte in Ramonville-Saint-Agne insgesamt fünf Asteroiden.
Der Asteroid (6820) Buil wurde nach ihm benannt.